# 神尾晋一郎
神尾 晋一郎（かみお しんいちろう、1982年1月13日 - ）は、日本の声優、俳優、DJ、マジシャン。北海道札幌市出身。声優として、81プロデュース所属。俳優として、劇団丸福ボンバーズ所属。純文学と音楽を掛け合わせたユニット・KATARIのメンバー。

## 経歴
大学院を卒業後、営業職として企業に就職。会社員時代に「自分自身が商品となって自分を売る」方が向いていると感じ、声優を目指すようになった。
また、同時期にマジシャンとして活動を開始し、イベントやマジックバーなどで腕とトーク力を磨く。
アミューズメントメディア総合学院卒業。
2012年5月22日付で81プロデュースに所属し、声優として活動を始めると共に、劇団丸福ボンバーズにも所属し、俳優としての活動も始めている。
2019年、第13回声優アワードにて、『ヒプノシスマイク』として歌唱賞を受賞。

## 人物
高校卒業後、ボストンへ語学留学していた。
大学時代は、ボクシング部に所属。格闘技に興味を持ち、現在はカポエイラを習っている。
趣味・特技はマジック（プロ）、モノマネ、ボクシング、ビリンバウ、読書、カポエイラ、映画鑑賞、料理。
ゲーム『あんさんぶるスターズ!』関連のインターネット番組ではMCを務めることが多い。

## 出演
太字はメインキャラクター。

### テレビアニメ
2013年
- 島耕作のアジア立志伝（前田進）
- 超速変形ジャイロゼッター（イレイザー666〈イレイザートリプルシックス〉）

2014年
- ブレイドアンドソウル（憲兵B）

2017年
- ベイブレードバースト ゴッド（審判 / NY審判）
- バチカン奇跡調査官（フードの男、白ベール）

2018年
- ダメプリ ANIME CARAVAN（兵士A）
- ポプテピピック（2018年 - 2019年、ジョン・K、マグマミキサー村田、キングE） - 1シリーズ + 特別編
- 銀魂.（町人）
- フューチャーカード 神バディファイト（司会者）
- メジャーセカンド（主審）
- シルバニアファミリー ミニストーリー（2018年 - 2020年、みるくウサギのお父さん / アレックスさん、ライオンさん、メイプルネコのお父さん / セオドアさん、マシュマロネズミのお父さん / バーナードさん） - 3シリーズ
- ソラとウミのアイダ（秘書）

2019年
- FAIRY TAIL（カリーム）
- 同居人はひざ、時々、頭のうえ。（シップマン）
- 群青のマグメル（司会）
- 爆丸バトルプラネット（2019年 - 2020年、部下A、ディーン夫、フェイドニンジャ、ウィントン父、カブー 他）
- あんさんぶるスターズ!（鬼龍紅郎）
- うちの娘の為ならば、俺はもしかしたら魔王も倒せるかもしれない。（ファル、コルネリオ師父）
- カードファイト!! ヴァンガード（2019年 - 2020年、藤浪トノリ、光星戦士 シルバーフィスト） - 2シリーズ
- けだまのゴンじろー（指圧ATSUSHI）
- アフリカのサラリーマン（ヌージマ、スロットの声）

2020年
- 空挺ドラゴンズ（空中海賊、大型船捕龍士）
- ゾイドワイルド ZERO（リチャーズ）
- 『ヒプノシスマイク -Division Rap Battle-』Rhyme Anima（2020年 - 2023年、毒島メイソン理鶯） - 2シリーズ
- 大人にゃ恋の仕方がわからねぇ!（戸倉孝太郎） - オンエア版

2021年
- アイドールズ!（置物、警察26時ナレーション）
- 約束のネバーランド（ソンジュ）
- マジカパーティ（2021年 - 2022年、ナレーション、ミッツベア、アクロバッタ）
- 灼熱カバディ（奏和部員2、奏和部員、伴伸賢）
- ブルーピリオド（恋ケ窪）

2022年
- オリエント（武田武士団副団長）
- オンエアできない!（ラーメン、音効、上出D）
- 古見さんは、コミュ症です。（片居誠）
- 邪神ちゃんドロップキックX（実況者）
- 悪役令嬢なのでラスボスを飼ってみました（リュック）
- ぼっち・ざ・ろっく!（宇宙の解説）

2023年
- 大雪海のカイナ（トラナダ）
- ブルーロック（レオナルド・ルナ）
- HIGH CARD（2023年 - 2024年、兵士、ルイス・フォーランド） - 2シリーズ
- 魔法使いの嫁 SEASON2（人狼〈男〉） - 2シリーズ
- ダークギャザリング（教師）
- アンデッドガール・マーダーファルス（レイノルド・スティングハート）
- デュエル・マスターズ WIN 決闘学園編（2023年 - 2024年、富轟皇 ゴルギーニ・エン・ゲルス）
- 婚約破棄された令嬢を拾った俺が、イケナイことを教え込む（ヨル）
- デッドマウント・デスプレイ（火吹き蟲）

2024年
- 薬屋のひとりごと（長男）
- 魔法科高校の劣等生（八百坂教頭）
- エグミレガシー（ウィザード）
- 俺は全てを【パリイ】する 〜逆勘違いの世界最強は冒険者になりたい〜（ランデウス）
- 逃げ上手の若君（四宮左衛門太郎）

2025年
- 青の祓魔師 終夜篇（エレミヤ・ウザイ）
- ギルドの受付嬢ですが、残業は嫌なのでボスをソロ討伐しようと思います（ドラゴン）

### 劇場アニメ
- えんぎもん（2018年、店員[29]）
- PEACE MAKER 鐵（2018年、隊士） - 2作品
- 劇場版 幼女戦記（2019年、兵士）
- 劇場版 七つの大罪 光に呪われし者たち（2021年、ダブズ[30]）
- THE FIRST SLAM DUNK（2022年、流川楓[31]）

### OVA
- トケイマン（2013年、トケイマン）
- Fate/Grand Carnival（2021年、ドゥムジ[32]）
- みどりのマキバオー Blu-ray BOX 映像特典「終わらない挑戦!!」（2022年、ブリッツ[33]）

### Webアニメ
- 爆丸アーマードアライアンス（2020年 - 2021年、警備員リーダー、フェイドニンジャ、審判員A、出資人、ウィントン父）
- 峰岸さんは大津くんに食べさせたい（2020年、峰岸さん[34]）
- 爆丸ジオガンライジング（2021年、カブー、ヴァイパラゴン）
- 爆丸エボリューションズ（2022年、カブー）
- 爆丸レジェンズ（2023年、カブー）
- ケンガンアシュラ（2023年、ロン・ミン）
- T・Pぼん（2024年、フィリッピデス）
- BULLET/BULLET（2025年、天麩羅寿司丸[35][初出 7]）

### ゲーム
2015年
- あんさんぶるスターズ!（2015年 - 2020年、鬼龍紅郎）

2017年
- 異世界でカフェを開店しました。（ポール・チェスター）

2018年
- CRYSTAR -クライスタ-（戸増恐介）

2019年
- Op8♪（藤咲俊介）
- 幻獣契約クリプトラクト（ゼルエル）
- ステラービース（オードン・エレイン）
- 三国烈覇（関羽、顔良 他）
- ヒーローズパーク（小井岳緑里）
- Fate/Grand Order（2019年 - 2023年、コンスタンティノス11世、ドゥムジ）
- 社長、バトルの時間です!（ラヴァル）
- デュエル・マスターズ プレイス（2019年 - 2020年、憤怒の猛将ダイダロス、勇神兵エグゾリウス、炎のたてがみ、黒神龍ゾルヴェール、爆竜兵ドラグストライク、緑神龍アンリストヴァル）
- イケメンヴァンパイア（ヨハン・ゲオルク・ファウスト）

2020年
- アークザラッド R（スザク）
- あんさんぶるスターズ!! Basic / Music（2020年 - 2023年、鬼龍紅郎） - 2作品
- ヒプノシスマイク-Alternative Rap Battle-（2020年 - 2023年、毒島メイソン理鶯）
- THE KING OF FIGHTERS for GIRLS（七枷社）
- キングダムオブヒーロー（バーソロミュー）
- ブリガンダイン ルーナジア戦記（ダリアン）
- SHOW BY ROCK!! Fes A Live（朧）
- タベオウジャ（システムボイス、夜王MEGA盛デスマックス）

2021年
- サンクタス戦記-GYEE-（マルクス）
- ジャックジャンヌ（田中右宙為）
- 悪魔執事と黒い猫（ボスキ・アリーナス）
- モナーク/Monark（神宮優悟）
- ドラゴンクエストX 天星の英雄たち オンライン（カンティス、ハングリーハンター）
- ブラウンダスト（スクライム）

2022年
- モンスターストライク（2022年 - 2024年、ウンエントリヒ、バフィック、デトリタス）
- ドラゴンクエストX 目覚めし五つの種族 オフライン（オーレン）
- 英雄伝説 黎の軌跡 II -CRIMSON SiN-（ガウラン）

2023年
- モンスターユニバース（ジルクーフ）

2024年
- クイズRPG 魔法使いと黒猫のウィズ（傀リョウガ）
- 百英雄伝（モーリアス）
- プロジェクトセカイ カラフルステージ! feat. 初音ミク（鬼島大吾）
- ゼンレスゾーンゼロ（アンドー・イワノフ）
- グランブルーファンタジー（パイセン〈ガンダタ〉）

### ドラマCD
- JAZZ-ON!（2019年 - 2022年、九鬼暁[62][63]）
- ヒプノシスマイク-Division Rap Battle-（2017年 - 、毒島メイソン理鶯）
- 淡海乃海 水面が揺れる時〜三英傑に嫌われた不運な男、朽木基綱の逆襲〜（2021年、晴綱、賢政、ナレーション[64]）

### 朗読CD
- 神尾晋一郎の朗読の時間〜神のカウンターを越えて〜（2019年 神尾晋一郎のカクテルディナーShowオリジナルCD）
- 神尾晋一郎の朗読の時間〜イーハトヴへの旅路〜（2020年 神尾晋一郎のカクテルディナーShowオリジナルCD）

### シチュエーションCD
- 年上彼氏が紳士にデートをエスコート（2020年）

### BLCD
- I HATE（オーナー）
- 秋山くん -新装版-（多田）
  - 秋山くん final
- エンゲージ1（林田）
- 恋する鉄面皮（斉藤厚）
- 拒まない男（黒瀬望海）
- 30秒、そのあとに（樒大祐）
- スウィートルームエスケープ（アルブレヒト・ツヴァイク）
- 猫とスピカ2（福永充）
- 目を閉じても光は見えるよ（警察官）
- ブルースカイコンプレックス（小比類巻知羽）
- もみチュパ雄っぱぶ♂タイム2 ラブラブ同棲タイム（ダイチ）
- ヤリチン☆ビッチ部 4（秋澤）
  - ヤリチン☆ビッチ部 5
- ラブミー・ラブマイドッグ（簔原）
- ラムスプリンガの情景（テッド）

### ラジオドラマ
- 青春アドベンチャー
  - 恋愛映画は選ばない（2013年）
  - 僕たちの宇宙船（2013年）
  - ニコイナ食堂（2015年）
  - 人喰い大熊と火縄銃の少女（2015年）
  - 双子島の秘密（2015年） - 蝉島先生 役
  - クラバート（2016年） - ミヒャル 役
- FMシアター
  - NHK銀の雫文芸賞2012最優秀受賞作「ふるさとに、待つ」（2012年） - 医者 役
  - 防砂林（2014年）准教授 役
  - 沈黙とオルゴール（2015年） - アナウンサー 役
  - 青い羽ねむる（2017年）
- 特集オーディオドラマ
  - 希望（2013年） - 新子の父 役
  - ニッポン・ローリング・デイズ〜浅草レビュー青春物語〜（2015年）
- サクラバシ919
  - マガツノート
    - Season:1〜3（2022年[65] - 2023年）
    - 戦シーズン 壱st〜参rd（2022年[66] - 2024年）
    - Season:1.5〜2.5 陣営別ボイスドラマ（2022年 - 2023年）
    - 番外編 武将らじお（2022年 - 2024年）
- 没後150年特別ラジオドラマ「島義勇〜札幌の礎を築いた男〜」（2025年、エフエム佐賀、エフエム北海道） - 島義勇 役

### オーディオブック
- モデルが秘密にしたがる体幹リセットダイエット（2018年、朗読[67]）
- ハル遠カラジ（2020年、モディン[68]）
- 元将軍のアンデッドナイト（2020年、ランベール・ドラクロワ[69]）
- 董白伝〜魔王令嬢から始める三国志〜（2021年、呂布、張飛 ほか[70]）
- invert 城塚翡翠倒叙集（2022年、雲野泰典[71]）

### 吹き替え

#### 映画
- 妻への家路（2011年）
- ドライブ・アングリー3D（2011年）
- INFINI/インフィニ（2016年）
- Pearl パール（2023年、映写技師〈デヴィッド・コレンスウェット〉）
- ホールドオーバーズ 置いてけぼりのホリディ（2024年、アンガス・タリー〈ドミニク・セッサ〉[72]）

#### ドラマ
- カウンターパート/暗躍する分身（2019年、イアン・ショウ〈ニコラス・ピノック〉）
- DEBRIS / デブリ（2021年、アラート[73]）
- マーダーズ・イン・ビルディング（2022年、サム〈シャブーキー・ヤング＝ホワイト〉[74]）
- アンブレラ・アカデミー（ポゴ〈アダム・ゴドリー〉）

#### アニメ
- アップルシード アルファ（2015年）
- きかんしゃトーマス（2017年、ジョー船長）
  - きかんしゃトーマス（2Dアニメ）（2022年 - 、ハロルド[75]）
    - きかんしゃトーマス ぼくのたいせつなともだち（2025年、ハロルド[76]）
- 小さなバイキング ビッケ（2020年、ウルメ[77]）
- レゴ フレンズ
- Call Star -ボクは本当にダメな星?-（2023年、ダーチー[78]）
- マスターオブスキル For the GLORY（2023年、韓文清[79]）
- バッドガイズシリーズ（2023年 - 2024年、ミスター・ウルフ）
  - バッドガイズ: めっちゃバッドなクリスマス!?[80]
  - バッドガイズ: 身の毛もよだつ大強盗[81]
- LEGO ピクサー:ブリックトゥーンズ（2024年、H.J.ホリス）

### デジタルコミック
- アラフォー冒険者、伝説となる 〜SSランクの娘に強化されたらSSSランクになりました〜（2022年、ヴォルフ[82]）
- 仲が悪いのもお仕事です（2022年、大神清司[83]）
- 反逆せよ（2022年、スパルタクス[84]）
- いつわりの愛〜契約婚の旦那さまは甘すぎる〜（2023年、湯川海斗[85]）
- Ωに堕ちたα様（2023年、奥村大樹[86]）

### ラジオ
※はインターネット配信。
- &CAST!!!アワー ラブバンケット!（2018年 - 2020年、&CAST!!!※） - 金曜パーソナリティ
- ComicFesta Radio 大人にゃ恋の仕方がわからねぇ！けど、ラジオの仕方はわかるはず！（2020年 - 、音泉※）
- SUNSTAR STARLIGHT HARBOR（2021年10月 - 、FMヨコハマ・FM802）
- サクラバシ919（ラジオ大阪、2022年4月6日 - 2025年3月26日） - 水曜パーソナリティ
- きょうの終わりのCHILLRADIO（2023年、TOKYO FM） - CHILL DJ[87]

### テレビ番組
- ハロー・グッバイの日々 〜音楽プロデューサー佐久間正英の挑戦〜（2013年12月、NHK総合） - ボイスオーバー、朗読
- グレーテルのかまど 第122回「太宰治の甘酒」（2014年2月21日、NHK Eテレ） - 朗読
- そして音楽が残った〜プロデューサー・佐久間正英"音と言葉"〜（2014年4月、NHK総合） - ボイスオーバー、朗読
- ザ・ミリオンセラー 〜尾崎豊「十七歳の地図」〜（2015年4月24日、BSフジ） - ナレーション
- 世界はほしいモノにあふれてる 〜旅するバイヤー極上リスト〜（2018年4月12日 - 、NHK総合） - ナレーション[88]
- みんなで語る番組 かたりぽTV まっち×ボイス♪（2019年4月13日・5月4日、TOKYO MX）[89][90][91][92]
- 高橋みなみのそこそこさんぽ（2022年5月17日 - 2023年6月27日、BSJapanext）[93]
- BS1スペシャル「ウクライナ 戦火のクリスマスプレゼント」（2023年2月12日、NHK BS1） - 語り
- NHKスペシャル「メジャーリーガー大谷翔平〜2023伝説と代償そして新たな章へ」（2023年12月24日、NHK総合） - 語り
- ゲオナビチャンネル（2024年4月 - 、ケンイチローくん）
- ニッポン地図でSHOW〜みんなの知らないスゴ!マップ〜（2024年4月14日、東海テレビ・フジテレビ） - ナレーション
- 世界はほしいモノにあふれてる（2024年4月29日、NHK BS） - ナレーション
- 音でおとぎ話〜世界を彩る魔法の効果音〜（2025年3月17日、NHK総合） - ラジオドラマ「桃太郎改め ユフォたろう」スノウ・マンゾウ 役

### 舞台
- キンダーフィルムフェスティバル ボイスオーバー上映「ランウェイ」 - サザランド 役
- 丸福ボンバーズ第1回公演「A Piece Of Cake」（2012年7月18日 - 26日、APOC theater） - 前説、マジック、ゲスト出演　風祭 役
- 丸福ボンバーズ第2回公演「うたカフェ」（2012年12月22日 - 2013年1月6日、APOC theater / 1月11日 - 13日、せんだい演劇工房10-BOX） - 笹川克俊 役
- 丸福ボンバーズPresents「なすちゃん エベレスト登るんだってよ！」（2013年3月24日、APOC theater）
- 丸福ボンバーズPresents「あつまれちびっこボンバーズVol.0」（2013年5月25日・26日、APOC theater） - APOC博士 役
- 丸福ボンバーズPresents「あつまれちびっこボンバーズVol.1」（2013年7月6日・7日、APOC theater） - APOC博士 役
- 丸福ボンバーズPresents「あつまれちびっこボンバーズVol.2」（2013年12月27日・28日、APOC theater） - APOC博士 役
- 丸福ボンバーズPresents「あつまれちびっこボンバーズVol.3」（2014年3月27日・28日、APOC theater） - APOC博士 役
- 丸福ボンバーズPresents ショートスケッチLIVE vol.1「TIME IS BOMBER」（2014年4月29日・30日、APOC theater）
- 丸福ボンバーズ第4回公演「NO SURPRISE,NO LIFE!」（2014年7月4日 - 15日、APOC theater / 10月24日 - 25日、せんだい演劇工房10-BOX） - 若松力也 役
- 丸福ボンバーズPresents「あつまれちびっこボンバーズVo.4」（2014年9月23日、APOC theater） - APOC博士 役
- 丸福ボンバーズPresents ショートスケッチLIVE vol.2「THE BOMBER IS CAST」（2014年12月5日 - 7日、APOC theater）
- 丸福ボンバーズPresents「あつまれちびっこボンバーズVo.5」（2015年3月24日・25日、APOC theater） - APOC博士 役
- 丸福ボンバーズ第7回公演「玉夢温泉 星影楼にまつわる噺〜その壱〜」（2016年5月20日 - 29日、APOC theater / 6月17日 - 19日、せんだい演劇工房10-BOX box-1）
- 丸福ボンバーズ第8回公演「SOULFUL SOUL」（2017年2月1日・3日 - 5日・7日、APOCシアター）
- bpm EXTRA STAGE「TRINITY」Feeling（2017年8月15日 - 20日、赤坂レッドシアター）[94]
- 丸福ボンバーズ第11回公演「さいごのなみだ 〜星影楼にまつわる噺 その弐〜」（2018年9月19日 - 25日、APOCシアター / 2月23日 - 25日、せんだい演劇工房10-BOX） - カズマの仲間たち 役
- 激富本公演2021「End of the day -あすくる-」（2021年2月13日 - 14日、大阪ABCホール）[95]
- LIAR GAME murder mystery「爆発廃工場 〜犯人の挑戦状〜」「首切りホテル 〜最後の夜宴〜」（2024年6月16日、飛行船シアター）[96]
- 朗読パンダ 第9回公演「完全新版VSR 牡丹灯籠〜全段通し」（2024年8月10日 - 12日、あうるすぽっと） - 萩原新三郎 役[97]
- DisGOONie Presents Vol.14 reading mindfulness「chill moratorium」チルモラトリアム（2024年9月14日 - 29日、シアターH 他）[98]
- CCCreation Presents 舞台「黒蜥蜴〜Burlesque KUROTOKAGE〜」（2025年2月8日 - 16日、こくみん共済 coop ホール/スペース・ゼロ） - 明智小五郎 役[99][100]

### 朗読劇
- ニッポン朗読アカデミー第4回公演 朗読劇「謎解きはディナーのあとで」（銀座博品館劇場）
  - 二股にはお気をつけ下さい（2018年4月28日・30日） - 風祭警部（いずれも13時半公演）、影山（いずれも17時半公演）
  - 犯人に毒を与えないでください（2018年5月3日） - 風祭警部（13時半公演）、影山（17時半公演）
- 朗読劇「寄席から始まる恋噺」（2019年11月2日、三越劇場） - 北瀬正嗣 役[101]
- 声のプロフェッショナルが奏でるリーディングシェイクスピア「ロミオとジュリエット」（2019年12月22日、サンシャイン劇場） - ベンヴォーリオ 役 他[102]
- ニッポン朗読アカデミー第6回公演 朗読劇「スマホを落としただけなのに 囚われの殺人鬼」（2020年1月11日・19日、銀座博品館劇場） - 男（11日）、桐野良一（19日）役
- 【うち劇】巡り巡るKISSの物語（2020年8月9日、オンライン配信） - 城宗也 役[103]
- 声のプロフェッショナルが奏でる日本文学「吾輩は猫である-はじまりの漱石-」（2020年10月30日・11月1日、紀伊國屋サザンシアター TAKASHIMAYA） - 正岡子規・迷亭（30日・1日〈12時半公演〉）、夏目金之助・主人（1日〈18時公演〉）役 他[104]
- 声のプロフェッショナルが奏でるリーディングシェイクスピア「マクベス」（2020年12月2日、サンシャイン劇場） - マクベス 役[105]
- 声優が魅了する日本怪談話「流離う魂-小泉八雲の世界-」（2020年12月22日・24日、紀伊國屋サザンシアター TAKASHIMAYA） - 小泉八雲 役他[106]
- 朗読で描くミステリー「シャーロック・ホームズ 〜特別なあのひと〜」（2021年1月9日、紀伊國屋サザンシアター TAKASHIMAYA） - ジョン・H・ワトソン（13時公演）、シャーロック・ホームズ（19時公演）[107]
- 【うち劇】キスに願いを（2021年1月30日、オンライン配信） - 仮面姿の謎の男 役[108]
- 朗読劇「スマホを落としただけなのに 戦慄するメガロポリス」（2021年3月5日・13日、銀座博品館劇場） - 桐野良一（5日・13日〈17時公演〉）、瀧嶋慎一（13日〈13時公演〉）役[109]
- CCCreation Presents リーディングシアターVol.2「RAMPO in the DARK」（2021年6月11日、神田明神ホール）[110]
- 朗読と能で描く陰陽師と鬼の世界「幽玄朗読舞・KANAWA」（2021年9月4日、銀座博品館劇場） - 安倍晴明 役[111]
- 朗読舞踊劇「Tales of Love お七 -最初で最後の恋-」（2021年9月12日、よみうり大手町ホール） - 吉三郎 役[112]
- 声のプロフェッショナルが奏でる日本文学「三つの愛と、厄災」（2021年10月16日、紀伊國屋ホール） - 私 役他[113]
- 朗読劇「星の王子さま」（2021年11月5日、浅草花劇場） - ぼく（飛行士）役[114]
- 朗読劇「世界から猫が消えたなら」（2022年6月30日、シアター1010） - 僕 役[115]
- 朗読劇「ドリアン・グレイの肖像」（2023年5月4日、TOKYO FM HALL）
- 江戸川乱歩 名作朗読劇「怪人二十面相－暗黒星－」（2024年2月29日、銀座博品館劇場）[116]
- 朗読劇「ネコたん！〜猫町怪異奇譚〜」（2024年5月10日・12日・17日、あうるすぽっと） - 雨宮将太 / サクタロー 役[117]
- 朗読劇「探偵ガリレオ」（2024年5月19日、EBiS303） - 湯川学 役
- 朗読劇「ニュー・ルネッサンス・イン・パリ」（2024年7月25日、銀座博品館劇場）[118]
- 朗読劇「夢から醒めない夢を見よ。」（2024年9月14日、シアター・アルファ東京）[119]
- SF空想科学朗読劇「宇宙戦争」（2025年1月13日、I'M A SHOW）[120]
- eeo Stage「2人朗読劇」寺島惇太と神尾晋一郎（2025年1月25日、浜離宮朝日ホール 小ホール）[121]
- 音楽朗読劇「仮面の男」〜アレクサンドル・デュマ・ペール「ダルタルニャン物語」より〜（2025年3月9日、銀座博品館劇場） - アラミス 役 他[122][123]
- 朗読劇「ネコたん！弐 ぷらす 〜猫町怪異奇譚〜」仮面遊戯殺猫事件（2025年6月20日、あうるすぽっと） - 雨宮将太 役[124][125]
- 朗読劇「ROOM」2025（2025年7月5日・6日、シアターサンモール）[126]
- 朗読劇「天上の虹」壬申の乱編（2025年7月27日、あうるすぽっと） - 大海人皇子 役[127]
- 岩井秀人（WARE）プロデュース「いきなり本読み！Voices」（2025年8月6日、草月ホール）[128]
- VISIONARY READING「三島由紀夫レター教室」（2025年10月12日〈予定〉、紀伊國屋ホール） - 山トビ夫 役[129]

### 落語
- 第1回 オトシバナシ〜声優と落語家〜（2021年4月18日、CARATO71）[130]
- 第2回 オトシバナシ〜声優と落語家〜（2021年10月17日、CARATO71）[131]

### CM・広告
- サントリーフーズ『クラフトボス×テラスハウス 「9th WEEK MILK TEA COMING」篇』（2019年、2代目ブラウン[132][133]）
- タカラレーベン2019
- ユニリーバ『LUX』 ブランド特設サイト
  - 「おうちバー2021」（2021年10月 - ） - おうちバー・オーナー 役 [134]
  - 「おうちバー2022 Spring＆Summer」 ※駒田航と共演[135]

### PV
- タベオウジャ ティザーPV（2020年、ナレーション[136]）
- カテナチオ 1巻発売PV（2023年、嵐木八咫郎[137]）
- 百鬼調書 怪異調査はこちらまで 1巻発売記念PV（2023年、椚[138]）

### 配信
- 神尾晋一郎のカクテルディナーShow（ニコニコ 2019年4月 - ）
- 晋シェフの素敵なプチコース（cookpadLive 2020年1月 - ）
- 神尾晋一郎の Game＆Reading Night（OPENREC.tv 2020年4月 - ）

### その他コンテンツ
- BURNS SKOOL（2021年、沙鳥充生[139][140]）
- ようこそ妄想営業部へ❤（2021年 - 2023年、シンイチロー・神尾）
- ディズニー&ピクサーキャラクターズ Dream Switch2（2021年、日本語読み聞かせ[141]）
- ボイレピ♪ 朝ごはん #20 神尾晋一郎さんの声で作る「シンガポールのカヤトースト」（2021年）[142]
- SUN AUDITION 〜君の声優ストーリーをつくろう!〜（2022年、番組MC）
- 鉄槌教師 キャラクター特別ボイス（2022年、ナ・ファジン[143]）
- アストリアの表徴 ─名探偵アルフィー最後の事件─ 朗読動画（2023年、一人語り[144]）
- Tonight with the Impressionists Paris 1874 -印象派画家と過ごす夜-（2025年、オーギュスト・ルノワール[145]）

## ディスコグラフィ

### キャラクターソング
| 発売日   | 商品名                                                                     | 歌                                                                                            | 楽曲 | 備考                                                                               |
| 2015年   | 2015年                                                                     | 2015年                                                                                        | 2015年 | 2015年                                                                             |
| -------- | -------------------------------------------------------------------------- | --------------------------------------------------------------------------------------------- | --- | ---------------------------------------------------------------------------------- |
| 11月25日 | あんさんぶるスターズ！ ユニットソングCD Vol.4 紅月                         | 紅月                                                                                          | 「百花繚乱、紅月夜」 「花燈の恋文」 | ゲーム『あんさんぶるスターズ！』関連曲                                             |
| 2016年   |                                                                            |                                                                                               | |                                                                                    |
| 10月26日 | あんさんぶるスターズ！ ユニットソングCD 2nd Vol.04 紅月                    | 紅月                                                                                          | 「想ひ出綴り」 「斬 ー決意ノ刃ー」 | ゲーム『あんさんぶるスターズ！』関連曲                                             |
| 2017年   |                                                                            |                                                                                               | |                                                                                    |
| 8月9日   | あんさんぶるスターズ！ ユニットソングCD 3rd Vol.02 Knights                 | ナイトキラーズ                                                                                | 「Crush of Judgment」 | ゲーム『あんさんぶるスターズ！』関連曲                                             |
| 11月8日  | あんさんぶるスターズ！ ユニットソングCD 3rd Vol.08 紅月                    | 紅月                                                                                          | 「剣戟の舞」 「祭夜絵巻」 | ゲーム『あんさんぶるスターズ！』関連曲                                             |
| 11月15日 | BAYSIDE M.T.C                                                              | 毒島メイソン理鶯（神尾晋一郎）                                                                | 「What’s My Name?」 | キャラクターCD『ヒプノシスマイク』関連曲                                           |
| 2018年   |                                                                            |                                                                                               | |                                                                                    |
| 5月16日  | Buster Bros!!! VS MAD TRIGGER CREW                                         | Buster Bros!!!、MAD TRIGGER CREW                                                              | 「WAR WAR WAR」 | キャラクターCD『ヒプノシスマイク』関連曲                                           |
| 5月16日  | Buster Bros!!! VS MAD TRIGGER CREW                                         | MAD TRIGGER CREW                                                                              | 「Yokohama Walker」 | キャラクターCD『ヒプノシスマイク』関連曲                                           |
| 6月27日  | あんさんぶるスターズ！アルバムシリーズ 紅月                                | 紅月                                                                                          | 「薄紅色の約束」 | ゲーム『あんさんぶるスターズ！』関連曲                                             |
| 6月27日  | あんさんぶるスターズ！アルバムシリーズ 紅月                                | 鬼龍紅郎（神尾晋一郎）                                                                        | 「Crimson Soul」 | ゲーム『あんさんぶるスターズ！』関連曲                                             |
| 10月24日 | あんさんぶるスターズ！アルバムシリーズ MaM                                 | MaM［三毛縞斑（鳥海浩輔）］ with 紅月                                                         | 「RevolTrad〜維新伝心〜」 | ゲーム『あんさんぶるスターズ！』関連曲                                             |
| 11月14日 | MAD TRIGGER CREW VS 麻天狼                                                 | MAD TRIGGER CREW、麻天狼                                                                      | 「DEATH RESPECT」 | キャラクターCD『ヒプノシスマイク』関連曲                                           |
| 11月14日 | MAD TRIGGER CREW VS 麻天狼                                                 | MAD TRIGGER CREW                                                                              | 「Yokohama Walker（Triple Trippin' remix）」 | キャラクターCD『ヒプノシスマイク』関連曲                                           |
| 2019年   |                                                                            |                                                                                               | |                                                                                    |
| 4月24日  | Enter the Hypnosis Microphone                                              | Division All Stars                                                                            | 「Hoodstar」 「ヒプノシスマイク -Division Rap Battle-」 「ヒプノシスマイク -Division Battle Anthem-」                                                          | キャラクターCD『ヒプノシスマイク』関連曲                                           |
| 4月24日  | Enter the Hypnosis Microphone                                              | MAD TRIGGER CREW                                                                              | 「シノギ（Dead Pools）」 | キャラクターCD『ヒプノシスマイク』関連曲                                           |
| 8月14日  | Stars' Ensemble!                                                           | 夢ノ咲ドリームスターズ                                                                        | 「Stars' Ensemble!」 | テレビアニメ『あんさんぶるスターズ！』オープニングテーマ                           |
| 9月5日   | ヒプノシスマイク -Alternative Rap Battle-                                  | Division All Stars                                                                            | 「ヒプノシスマイク -Alternative Rap Battle-」 | ゲーム『ヒプノシスマイク -Alternative Rap Battle-』主題歌                          |
| 9月25日  | あんさんぶるスターズ！ EDテーマ集 vol.2                                    | 紅月                                                                                          | 「月下無双、紅の舞」 | テレビアニメ『あんさんぶるスターズ！』エンディングテーマ                           |
| 2020年   |                                                                            |                                                                                               | |                                                                                    |
| 1月29日  | MAD TRIGGER CREW -Before The 2nd D.R.B-                                    | 毒島メイソン理鶯（神尾晋一郎）                                                                | 「2DIE4」 | キャラクターCD『ヒプノシスマイク』関連曲                                           |
| 3月25日  | JAZZ-ON! Sessions Raining Cats                                             | 星乃レイ（ランズベリー・アーサー）、九鬼暁（神尾晋一郎）                                      | 「Lonely Junction」 | キャラクターCD『JAZZ-ON!』関連曲                                                   |
| 4月25日  | ヒプノシスマイク -Division Rap Battle- side B.B & M.T.C 第3巻限定版特典CD  | 入間銃兎（駒田航）、毒島メイソン理鶯（神尾晋一郎）                                            | 「Private Time」 | 漫画『ヒプノシスマイク -Division Rap Battle- side B.B & M.T.C』関連曲              |
| 7月17日  | Survival of the Illest                                                     | Division All Stars                                                                            | 「Survival of the Illest」 | ゲーム『ヒプノシスマイク -Alternative Rap Battle-』オープニングテーマ              |
| 8月26日  | BRAND NEW STARS!!                                                          | ESオールスターズ                                                                              | 「BRAND NEW STARS!!」 | ゲーム『あんさんぶるスターズ!!』主題歌                                             |
| 8月26日  | BRAND NEW STARS!!                                                          | ESオールスターズ                                                                              | 「Walk with your smile」 | ゲーム『あんさんぶるスターズ!!』関連曲                                             |
| 9月2日   | ヒプノシスマイク-Division Rap Battle- Official Guide Book 初回限定版特典CD | Division All Stars                                                                            | 「SUMMIT OF DIVISIONS」 | キャラクターCD『ヒプノシスマイク』関連曲                                           |
| 11月1日  | HYPSTER'S LIMITED                                                          | Division All Stars                                                                            | 「ヒプノシスマイク -Division Rap Battle- +」 「ヒプノシスマイク -Division Battle Anthem- +」 「ヒプノシスマイク(D.R.B vs D.B.A)+ HYPSTER MASHUP by TeddyLoid」 | キャラクターCD『ヒプノシスマイク』関連曲                                           |
| 2021年   |                                                                            |                                                                                               | |                                                                                    |
| 1月13日  | Straight Outta Rhyme Anima                                                 | Division All Stars                                                                            | 「ヒプノシスマイク -Rhyme Anima-」 | テレビアニメ『ヒプノシスマイク-Division Rap Battle-』Rhyme Animaオープニングテーマ |
| 1月13日  | Straight Outta Rhyme Anima                                                 | Division All Stars                                                                            | 「絆」 | テレビアニメ『ヒプノシスマイク-Division Rap Battle-』Rhyme Animaエンディングテーマ |
| 1月13日  | Straight Outta Rhyme Anima                                                 | Division All Stars                                                                            | 「Rhyme Anima's Mixtape」 | テレビアニメ『ヒプノシスマイク-Division Rap Battle-』Rhyme Anima劇中RAP            |
| 1月13日  | Straight Outta Rhyme Anima                                                 | MAD TRIGGER CREW                                                                              | 「RED ZONE(Don't test da Master)」 「Bayside-Suicide」 | テレビアニメ『ヒプノシスマイク-Division Rap Battle-』Rhyme Anima劇中RAP            |
| 1月13日  | Straight Outta Rhyme Anima                                                 | Buster Bros!!!、MAD TRIGGER CREW                                                              | 「D.R.B Rhyme Anima -1st Battle- Buster Bros!!! VS MAD TRIGGER CREW」                                                                                          | テレビアニメ『ヒプノシスマイク-Division Rap Battle-』Rhyme Anima劇中RAP            |
| 1月13日  | Straight Outta Rhyme Anima                                                 | MAD TRIGGER CREW、麻天狼                                                                      | 「D.R.B Rhyme Anima -Final Battle- MAD TRIGGER CREW VS 麻天狼」                                                                                                | テレビアニメ『ヒプノシスマイク-Division Rap Battle-』Rhyme Anima劇中RAP            |
| 3月24日  | あんさんぶるスターズ!! ESアイドルソング season1 紅月                       | 紅月                                                                                          | 「紅月いろは唄」 「BRAND NEW STARS!!」 | ゲーム『あんさんぶるスターズ!!』関連曲                                             |
| 3月24日  | Fling Posse VS MAD TRIGGER CREW                                            | Fling Posse、MAD TRIGGER CREW                                                                 | 「Reason to FIGHT」 | キャラクターCD『ヒプノシスマイク』関連曲                                           |
| 3月24日  | Fling Posse VS MAD TRIGGER CREW                                            | MAD TRIGGER CREW                                                                              | 「HUNTING CHARM」 | キャラクターCD『ヒプノシスマイク』関連曲                                           |
| 4月23日  | ヒプノシスマイク -Glory or Dust-                                           | Division All Stars                                                                            | 「ヒプノシスマイク -Glory or Dust-」 | キャラクターCD『ヒプノシスマイク』関連曲                                           |
| 6月18日  | Survival of the Illest +                                                   | Division All Stars                                                                            | 「Survival of the Illest +」 | ゲーム『ヒプノシスマイク -Alternative Rap Battle-』オープニングテーマ              |
| 6月23日  | FUSIONIC STARS!!                                                           | ESオールスターズ                                                                              | 「FUSIONIC STARS!!」 | ゲーム『あんさんぶるスターズ!!』関連曲                                             |
| 7月16日  | Hang out!                                                                  | Division All Stars                                                                            | 「Hang out!」 | ゲーム『ヒプノシスマイク -Alternative Rap Battle-』主題歌                          |
| 9月8日   | Buster Bros!!! VS 麻天狼 VS Fling Posse                                    | Division All Stars                                                                            | 「Hoodstar +」 「2nd D.R.B NON-STOP DIVISION MIX」 | キャラクターCD『ヒプノシスマイク』関連曲                                           |
| 12月9日  | あんさんぶるスターズ!! FUSION UNIT SERIES 05 UNDEAD × 紅月                 | UNDEAD、紅月                                                                                  | 「PERFECTLY-IMPERFECT」 | ゲーム『あんさんぶるスターズ!!』関連曲                                             |
| 12月9日  | あんさんぶるスターズ!! FUSION UNIT SERIES 05 UNDEAD × 紅月                 | 紅月                                                                                          | 「FUSIONIC STARS!!」 | ゲーム『あんさんぶるスターズ!!』関連曲                                             |
| 2022年   |                                                                            |                                                                                               | |                                                                                    |
| 1月19日  | あんさんぶるスターズ!! ESアイドルソング season2 紅月                       | 紅月                                                                                          | 「月光奇譚」 「夜空、然りとて鵲は」 | ゲーム『あんさんぶるスターズ!!』関連曲                                             |
| 8月2日   | マガツノート 1st Single「DEVIL ASYLUM」                                    | 政宗（峯田大夢)、秀吉（小笠原仁）、光秀（岡本信彦）、家康（美藤大樹）、織田信長（神尾晋一郎） | 「DEVIL ASYLUM」 | 『マガツノート』関連曲                                                             |
| 8月2日   | マガツノート 1st Single「DEVIL ASYLUM」                                    | 政宗（峯田大夢）、織田信長（神尾晋一郎）                                                      | 「大嫌い」 | 『マガツノート』関連曲                                                             |
| 2023年   |                                                                            |                                                                                               | |                                                                                    |
| 1月31日  | マガツノート 1st フルアルバム「魂響」                                      | 第六天魔王軍（織田信長（神尾晋一郎）、蘭丸（土岐隼一））                                      | 「存在証明＜CHARACTER ver＞」 | 『マガツノート』関連曲                                                             |
| 8月13日  | マガツノート 戦CD『荒魂大祭』feat.逆鱗「追憶の果てに眠れ」                 | 織田信長（神尾晋一郎）                                                                        | 「追憶の果てに眠れ【CHARACTER ver.】」 | 『マガツノート』関連曲                                                             |
| 2024年   |                                                                            |                                                                                               | |                                                                                    |
| 6月26日  | Stars' Ensemble!                                                           | 夢ノ咲ドリームスターズ                                                                        | 「Stars' Ensemble!」 | ゲーム『あんさんぶるスターズ!!』関連曲                                             |
| 6月26日  | BRAND NEW STARS!!                                                          | ESオールスターズ                                                                              | 「BRAND NEW STARS!!」 「Walk with your smile」 | ゲーム『あんさんぶるスターズ!!』関連曲                                             |
| 6月26日  | FUSIONIC STARS!!                                                           | ESオールスターズ                                                                              | 「FUSIONIC STARS!!」 | ゲーム『あんさんぶるスターズ!!』関連曲                                             |